# 榮季
榮季（?—?），即榮黄。春秋时期城濮之战之前，楚国主将子玉用玉装饰自己的马头、马鞍。一天晚上，他梦到黄河河神，让他把马头马鞍给自己，就赐给他孟诸之麋。子玉舍不得，子西让榮季劝谏他，榮季说：“死而利国。犹或为之，况琼玉乎？是粪土也，而可以济师，将何爱焉？”子玉不听，榮季对子西和子玉的儿子成大心说：“非神败令尹，令尹其不勤民，实自败也。”不久之后，子玉率领的楚军败于晋国。